# Hovtashen
Hovtashen är en ort i Armenien.   Den ligger i provinsen Ararat, i den centrala delen av landet, 18 kilometer söder om huvudstaden Jerevan. Hovtashen ligger 825 meter över havet och antalet invånare är 1 134.
Terrängen runt Hovtashen är huvudsakligen platt, men åt nordost är den kuperad. Runt Hovtashen är det ganska tätbefolkat, med 155 invånare per kvadratkilometer.. Närmaste större samhälle är Jerevan, 18,1 kilometer norr om Hovtashen.
Runt Hovtashen är det i huvudsak tätbebyggt.